# Grandeur nature
Grandeur nature (comercialitzada a Espanya com a Tamaño natural) és una pel·lícula francoespanyola de comèdia dramàtica del 1973, dirigida per Luis García Berlanga. És l'única pel·lícula del director rodada en francès i a causa de la censura cinematogràfica a Espanya no fou estrenada fins al 1977.

## Sinopsi
Michel (Michel Piccoli) és un dentista parisenc de 45 anys amb un matrimoni en decadència, encara que la seva dona, Isabelle (Rada Rassimov) accepta les seves contínues infidelitats. Michel, dins de la seva creixent solitud, troba un maniquí del qual s'enamora i decideix divorciar-se d'Isabelle. Les persones pròximes a ell assumeixen la realitat de diversa manera. La seva mare (Valentine Tessier), admet de bon grat la situació, vestint la nina amb els seus vestits de quan ella era jove mentre li parla, arribant a afirmar sarcàsticament que ja havia passat més temps amb el maniquí que amb Isabelle, amb qui manté una mala relació. Els seus amics troben la situació hilarant, regalant-li una nina petita com si es tractés del seu fill. Isabelle, quan descobreix que el seu marit s'ha enamorat d'un maniquí, enfureix i acaba per comportar-se com si també fos un per a intentar recuperar a Michel.
L'enamorament de Michel és total. Admet que la seva nina, a la que dona diversos noms al llarg de la pel·lícula, compleix tots els requisits que ell espera d'una bona dona: és atractiva, la seva pell no envelleix, no parla ni es posa malalta, ni tampoc demana capritxos. En el seu deliri, arriba a escenificar unes noces i gravar en vídeo els seus millors moments. No obstant això Michel descobreix les infidelitats del seu maniquí amb diversos homes, i acaba simbòlicament amb la vida de la nina.

## Repartiment
- Michel Piccoli: Michel
- Valentine Tessier: Mare
- Rada Rassimov: Isabelle
- Claudia Bianchi: joveneta
- Queta Claver: Maria Luisa
- Michel Aumont: Henri
- Lucienne Hamon: Juliette
- Manuel Alexandre: José Luis
- Amparo Soler Leal: la directora
- Jenny Astruc: Janine
- Paul Bisciglia: un empleat de lliurament
- Marius Gaidon: taxista

## Producció
Rodada durant els darrers anys del règim franquista, a Grandeur nature se li va prohibir la distribució a Espanya fins al 1977. El guió, fet pel director en col·laboració amb Rafael Azcona, està marcat per les concepcions artístiques de Pierre Molinier (1900-1976). L'explotació de la pel·lícula va comportar molts malentesos. Així, a Gran Bretanya, es va emetre al circuit de sales pornogràfiques. A Itàlia va provocar una manifestació de feministes que acusaven la pel·lícula de presentar a les dones com a objecte. No obstant això, altres dones la van defensar.
Luis García Berlanga va definir Grandeur nature de la manera següent: 
| « | Es tracta d'una pel·lícula ambigua i, per tant, susceptible a múltiples interpretacions, de vegades conflictives. Es tracta essencialment d'un discurs sobre la soledat. Però no per la solitud en el sentit tradicional. La soledat com a objectiu, com a estat ideal que es pot considerar feliç i creatiu, o fins i tot la solitud per escapar de les agressions de la vida contemporània. Però aquesta etapa no es pot arribar […] a causa de la nostàlgia de la vida comunitària de la societat burgesa. Ens ataquen els seus fantasmes […] i no aconseguim pas desempallegar-nos-en. | » |

## Premis
34a edició de les Medalles del Cercle d'Escriptors Cinematogràfics
| Categoria              | Candidat         | Resultat  |
| ---------------------- | ---------------- | --------- |
| Millor actor secundari | Manuel Alexandre | Guanyador |